# Suphalomitus divisus
Suphalomitus divisus is een insect uit de familie van de vlinderhaften (Ascalaphidae), die tot de orde netvleugeligen (Neuroptera) behoort. 
Suphalomitus divisus is voor het eerst wetenschappelijk beschreven door Navás in 1921.